# Afropoecilia
Afropoecilia is een geslacht van vlinders uit de familie van de Tortricidae (Bladrollers). Het geslacht werd voor het eerst wetenschappelijk beschreven door Aarvik in 2010.

## Soorten
Het genus is monotypisch en bevat alleen de volgende soort:

- Afropoecilia kituloensis Aarvik, 2010